# Snåsavatnet

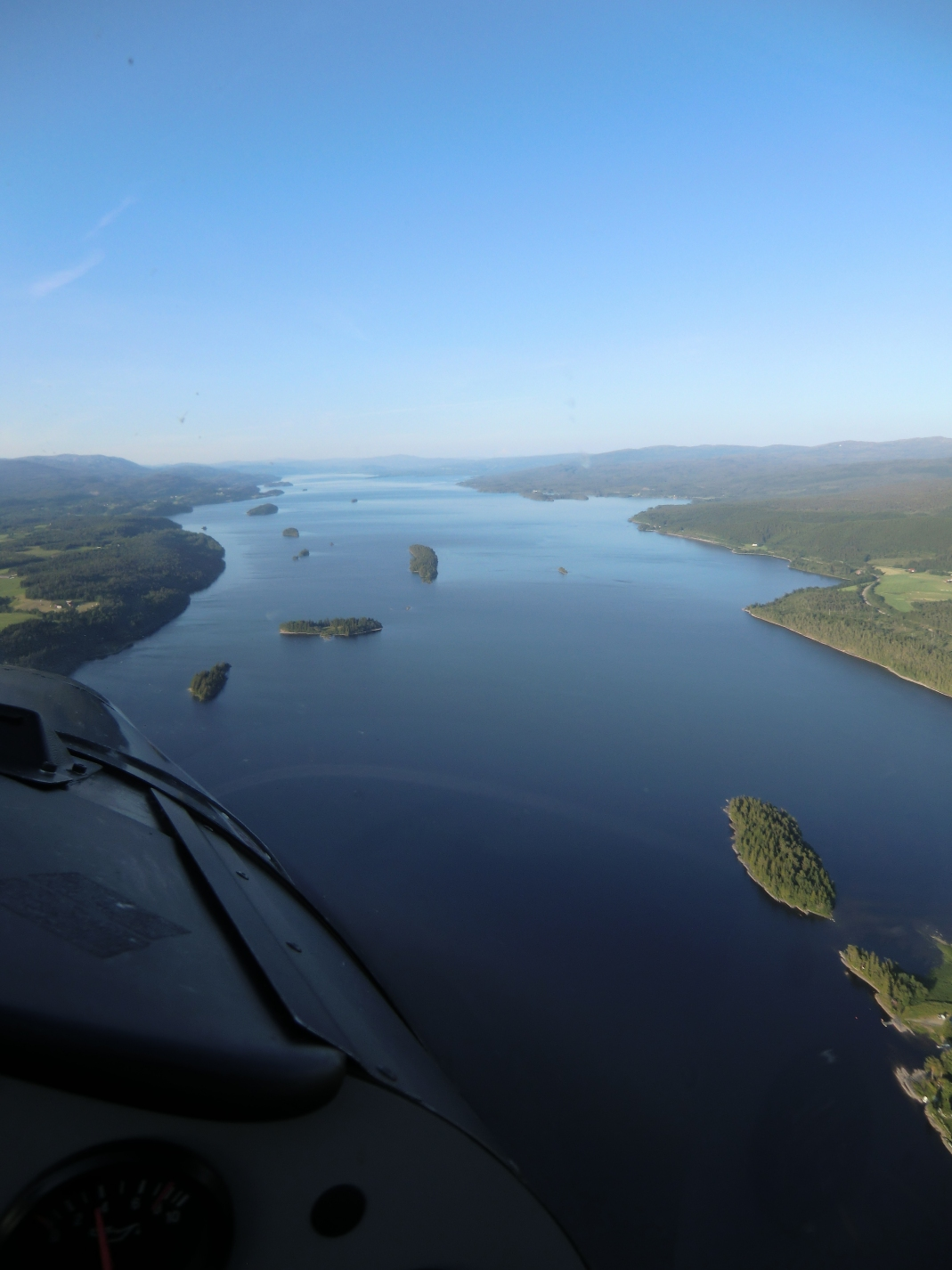
Snåsavatnet sett norrut

Snåsavatnet är Norges sjätte största insjö. Den är 120 kvadratkilometer stor och ligger i Steinkjers och Snåsa kommuner i Trøndelags fylke.
Byarna Følling och Sunnan ligger vid sjöns sydvästra ända och byn Snåsa ligger vid den nordvästra ändan av sjön. Europaväg 6 går längs den norra stranden och Nordlandsbanen går längs den södra.
Sjön är ungefär 40 kilometer lång och i genomsnitt tre kilometer bred. Den ligger ungefär 24 meter över havsytan och är upptill 186 meter djup.
Snåsavatnet tappas av via Fossemvatnet och  Reinsvatnet genom Byaelva, vilken mynnar i Beitstadfjorden, som är en vik av Trondheimsfjorden, i staden Steinkjer.
Det planeras ett nybygge för Saemien Sijte, ett museum över sydsamisk kultur, på Horjemstangen vid Snåsavatnet, som tidigast kan bli klart 2021.
[uppföljning saknas]